# Holotrichia nicobarica
Holotrichia nicobarica är en skalbaggsart som beskrevs av Dali Chandra 1992. Holotrichia nicobarica ingår i släktet Holotrichia och familjen Melolonthidae. Inga underarter finns listade i Catalogue of Life.